# Jornal Nacional
Jornal Nacional (en español: Noticiero Nacional) es un noticiero brasilero, transmitido por TV Globo, a partir del 1 de septiembre de 1969. Sus primeros presentadores fueron Hilton Gomes y Cid Moreira. Es el noticiero con mayor audiencia en Brasil.
Para celebrar el cincuentenario del periódico nacional, TV Globo desplegó emisoras locales afiliadas a la red en todo el país para la transmisión de noticias del sábado del 31 de agosto al 30 de noviembre. Tal es el noticiero y dirigido por dos presentadores de diferentes unidades federativas, un hombre y otro. mujer, así como cualquier posible presentador que se mantenga alejado del stand. Debido al éxito de esta rotación, hizo que la dirección de periodismo de Globo dirigiera estos anclajes regionales como fijos.

## Presentadores Eventuales
- Aline Aguiar[3]
- Aline Ferreira[3]
- Ana Lídia Daíbes[3]
- Ana Luíza Guimarães
- Ana Paula Araújo
- Ayres Rocha[3]
- Carlos Tramontina[3]
- César Tralli
- Cristina Ranzolin[3]
- Ellen Ferreira[3]
- Fabian Londero[3]
- Fábio William[3]
- Filipe Toledo[3]
- Flávio Fachel
- Giovanni Spinucci[3]
- Giuliana Morrone
- Heraldo Pereira
- Jessica Senra[3]
- Larissa Pereira[3]
- Lídia Pace[3]
- Luana Borba[3]
- Lucimar Lescano[3]
- Luzimar Collares[3]
- Lyderwan Santos[3]
- Maju Coutinho
- Marcelo Magno[3]
- Márcio Bonfim[3]
- Mariana Gross[3]
- Matheus Ribeiro[3]
- Philipe Lemos[3]
- Patrícia Nielsen
- Priscilla Castro[3]
- Renata Lo Prete
- Rodrigo Bocardi
- Roberto Kovalick
- Sandro Dalpícolo[3]
- Thiago Rogeh[3]